# メモリーツリー
メモリーツリーとは勉強法・記憶法の一つ。もともとは、「マインドマップ」の発想法を基にしたもので、根本的なところは「マインドマップ」と同じものである。

## 概要
放射思考ができるノート術で、従来の箇条書きベースのノートのとり方ではなく、マップ状に全体に広がっていくようにノートをとる。全体の関係が視覚的に見やすく、脳に優しいといわれている。コミック「ドラゴン桜」で紹介されたことで一躍有名になった。
- この思考法は、他国でも多く取り入れられている。
  - 韓国：韓国では、マインドマップの義務教育化
  - 中国：中国では、英語の学習にマインドマップが使用されている。
  - フィンランド：子供の学力が高いことで有名なフィンランドでも、「カルタ」という名称で、同じ放射思考のノート術が広まっている。

## 備考
メモリーツリーを描くソフトウェアはいくつかある。
- FreeMind：オープンソースで開発されているソフトウェア。簡単なマップを描く基本操作ができる。
- WordGraph - タブインデントで記述されたテキストの構造を解析し、グラフ描画するソフト。
- GitMind  - ウェブベースのマインドマップソフトウェア。メモリーツリー、フローチャートなどが作成可能。
- メモリーツリー - メモリーツリーを作成・表示できるAndroidアプリケーション
- iroha Note - カード型のテキストを並べ、リンクすることが可能。Windows、Mac、Android、iOS版が存在する。